# لائو کار-لیانگ
لائو کار-لیانگ (انگلیسی: Lau Kar-leung; ۲۸ ژوئیهٔ ۱۹۳۴ – ۲۵ ژوئن ۲۰۱۳) بازیگر، فیلمساز، طراح صحنه‌های اکشن و هنرمند رزمی اهل هنگ کنگ بود.
لائو-کار بیشتر به خاطر فیلم‌هایی که در دهه‌های ۱۹۷۰ و ۱۹۸۰ برای استودیو برادران شاو ساخت شناخته شده‌است. از معروف‌ترین آثار او می‌توان به هنرهای رزمی شائولین (۱۹۸۶) با بازی جت لی و همچنین استاد مست ۲ (۱۹۹۴) با بازی جکی چان اشاره کرد.

## مرگ
لائو در ۲۵ ژوئن ۲۰۱۳ در بیمارستان یونیون هنگ کنگ درگذشت. او دو دهه بود که با سرطان خون مبارزه می‌کرد.